# I. Margit flamand grófnő
I. Margit flamand grófnő (1145 körül – 1194. november 15.) lotaringiai nemesi család tagja, 1191 és 1194 között Flandria grófnője.

## Élete

Flandria címere

Apja I. Thierry flamand gróf (1099/1101 – Gravelines, 1168. január 17.), anyja Sibylla d'Anjou (1112/16 – Betlehem, 1165). Első férje II. Raoul, Vermandois grófja, de a házasságot nem hálták és végül felbontották, mivel Raoul leprás lett. Második házasságát bátyja, Fülöp gróf azért szervezte, hogy javítsa Flandria és Hainaut grófságok kapcsolatát. Második férje (1169. április) hainaut-i Balduin (1150 – Mons, 1195. december 17.), IV. Balduin hainaut-i gróf és felesége Alice de Namur fia. Margit és Balduin 1191-ben közösen örökölték a grófi címet, mivel Margit bátyja, Fülöp, örökös nélkül halt meg. Balduin 1171-ben, apja halála után, Hainaut grófja lett V. Balduin néven, majd ekkor VIII. Balduin néven felvette a flamand grófi címet is.

## Családja és leszármazottai
Margit és Balduin házasságából összesen hét gyermek született:
- Izabella (Valenciennes, 1170. április 5. – Párizs, 1190. március 14.)[6] 1180. április 28-án feleségül ment II. Fülöp Ágost francia királyhoz Bapaume-ban.[7] A házasságot Izabella anyai nagybátyja, Fülöp flamand gróf szervezte meg, aki II. Fülöp tanácsadója volt, miután az 1179-ben elfoglalta a francia trónt. Izabella hozománya az Artois-i Grófság volt. 1186-ban II. Fülöp fel akarta bontani a házasságot, mivel Izabella nem szült fiúörököst. 1187-ben született fiuk, Lajos. 1190-ben halt meg,[8] ikerszülést követően és a párizsi Notre Dame-ban temették el.[9]
- Balduin (1171. július – Bulgária, 1205. június 11.), anyja halála után 1194-ben IX. Balduin néven örökölte a flamand grófságot, majd apja halála után 1195-ben VI. Balduin néven az hainaut-i grófságot,[10] I. Baldvin néven 1204-től 1250-ig konstantinápolyi latin császár
- Jolánta (1175 – Konstantinápoly, 1219. augusztus 24.)[11] 1181-ben eljegyezték II. Henrik champagne-i gróffal, de házasságra nem került sor.[12] 1212-ben bátyja, Fülöp után örökölte a Namuri Őrgrófságot. 1214-ben férjhez ment Peter de Courtenay-hoz.[13][14] Férjével együtt latin császárnévá koronázta a pápa 1217. április 9-én Rómában.[15] 1217-ben férje távollétében a Latin Császárság régensévé nevezték ki. Sikeresen békét kötött I. Theodórosz nikaiai császárral, akihez feleségül adta Mária nevű lányát (a házasságból összesen 10 gyermek született). 1219-ben Konstantinápolyban halt meg.
- Fülöp (Valenciennes, 1174. március – 1212. október 15.)[16] 1195-ben I. Fülöp namuri őrgróf néven apja örököse. 1196-ban VI. Henrik német király adta meg a korábbi grófnak az őrgrófi címet. 1199-ben a francia király fogságába esett, miután bátyja oldalán harcolt a franciák ellen,[17] és Balduin csak úgy tudta elérni kiszabadulását, hogy beleegyezett a péronne-i szerződésbe. Miután Balduin keresztes hadjáratra ment, a flamand régensi tanács tagja és unokahúga, Johanna gyámja lett 1212-ig.
- Henrik (1176 – Thessaloniki, 1216. július 11.)[16] 1206-ban Balduin bátyja örököse, I. Henrik néven.
- Szibilla (? – 1217. január 9.)[11] 1195-ben házasodott, férje IV. Guichard, Beaujeu ura (? – 1216. szeptember 27.)
- Eustache (? – 1217 után), Henrik bátyja egyik hadvezére 1206-1209 között[18] Felesége (1209) Angelina, Mikael Komnenosz Dukász epiruszi despota lánya.

Balduinnak egy ismeretlen szeretőjétől egy gyermeke született
- Godfried

## Lásd még
- Flamand grófság
- A flamand grófok listája